# Carol Duarte

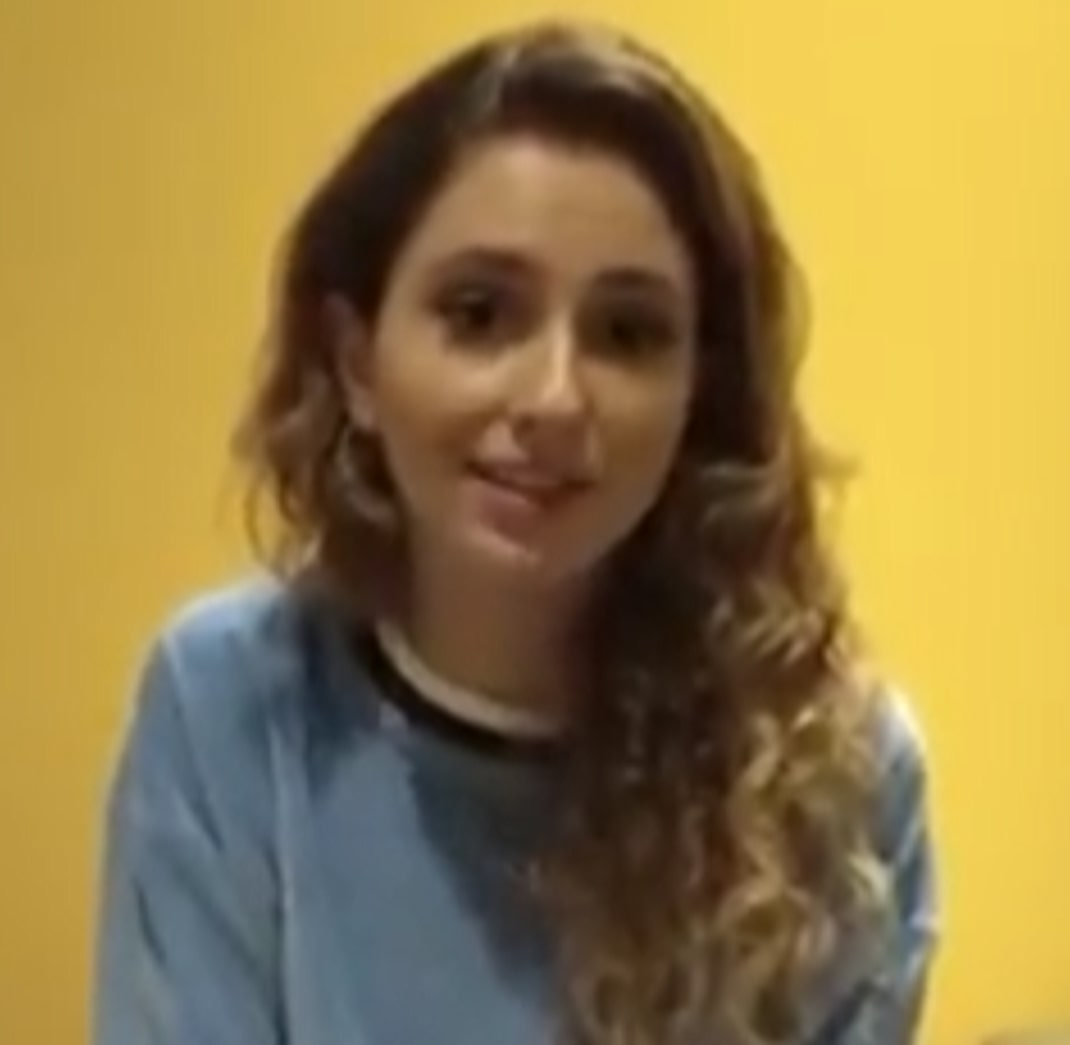
Carol Duarte

Caroline da Cunha Duarte (anhörenⓘ; * 10. Juli 1991), besser bekannt als Carol Duarte, ist eine brasilianische Schauspielerin.
2019 erlangte sie mit der Rolle der jungen Euridice in „Die Sehnsucht der Schwestern Gusmão“ internationale Bekanntheit.

## Leben
Duarte wurde 1991 in São Paulo geboren und verbrachte ihre Kindheit in São Bernardo do Campo. Sie studierte Schauspiel an der School of Dramatic Arts der Universidade de São Paulo.
In der 2017 gedrehten Telenovela "A Força do Querer" spielte sie Ivana, eine junge Frau aus einer wohlhabenden Familie, die ihre Transsexualität entdeckt. Nachdem 2017 öffentlich wurde, dass sich die Schauspielerin in einer Beziehung mit einer Frau befand, wurde Duarte in Brasilien zu einer bekannten Stimme der Bewegung für LGBT-Rechte.
2019 spielte Duarte die junge Euridice in Die Sehnsucht der Schwestern Gusmão von Karim Aïnouz. Der Film wurde mit dem Hauptpreis der Sektion Un Certain Regard der Internationalen Filmfestspielen von Cannes 2019 ausgezeichnet.
2022 wählte sie die italienische Regisseurin Alice Rohrwacher für die Rolle der Italia neben Isabella Rosselini und Josh O’Connor in dem 2023 erschienenen Spielfilm La Chimera aus.

## Privatleben
2017 wurde Duarte als lesbisch geoutet. Sie ist seit 2014 in einer Beziehung mit Aline Klein.

## Filmografie
- 2019: Die Sehnsucht der Schwestern Gusmão – Regie: Karim Aïnouz
- 2023: La Chimera – Regie: Alice Rohrwacher